# Ribeira do Vale do Azinhal
A Ribeira do Vale do Azinhal é um curso de água português, localizado na freguesia açoriana dos Biscoitos, concelho da Praia da Vitória, ilha Terceira, arquipélago dos Açores.
Este curso de água que atravessa o Vale do Azinhal encontra-se nas coordenadas geográficas de Latitude 38.8°, Norte e de Longitude -27.25° Oeste, localizado na parte Noroeste da ilha Terceira e tem a sua origem a cerca de 700 metros de altitude, nos contrafortes do complexo vulcânico do Pico Alto, a segunda formação geológica da ilha Terceira que se eleva a 809 metros de altitude acima do nível do mar e faz parte de bacia hidrográfica gerada pela própria montanha.
Este curso de água precipita-se no Oceano Atlântico do cimo de uma falésia com mais de 100 metros de altura.